# Herz-Lungen-Maschine

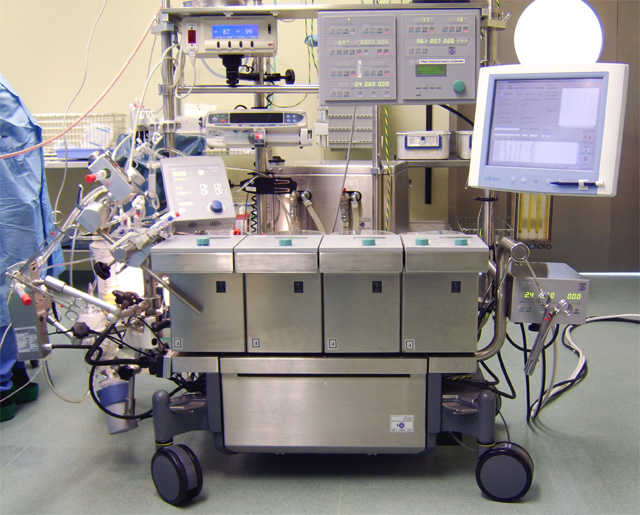
Herz-Lungen-Maschine im OP

Die Herz-Lungen-Maschine (HLM) ist ein medizintechnisches Gerät, das die Pumpfunktion des Herzens sowie die Lungenfunktionen Sauerstoffanreicherung (Oxygenierung) des Blutes und Kohlendioxid-Elimination für einen begrenzten Zeitraum ersetzt und damit eine Operation am offenen Herzen ermöglicht. Das Blut verlässt dabei den Körper über ein Kanülen- und Schlauchsystem (kardiopulmonaler Bypass), wird mit Sauerstoff angereichert und wieder zurückgepumpt. Man spricht hierbei von einer extrakorporalen Zirkulation. Zudem kann durch eine Herz-Lungen-Maschine über einen Wärmeaustausch(er) ein Patient schnell abgekühlt und aufgewärmt werden. Die HLM ist nicht mit der Eisernen Lunge zu verwechseln, die lediglich die Atmung unterstützt.
Der Weg des Blutes verläuft hierbei meist von den Hohlvenen oder dem rechten Herzvorhof sowie aus Herzkammern und eröffneten Herzkranzgefäßen im Operationsgebiet zur HLM und nach Filterung, Sauerstoffanreicherung und Kohlendioxidelimination sowie Erwärmung und nochmaliger Filterung zurück über die Hauptschlagader oder eine Schenkelarterie. In der Praxis werden hierbei verschiedene Bypass-Arten unterschieden (totaler kardiopulmonaler Bypass, partieller Bypass, linker atriofemoraler Bypass, femorofemoraler Bypass, Linksherzbypass und Rechtsherzbypass).
Die häufigste Anwendung findet die Herz-Lungen-Maschine in der Herzchirurgie. In der Notfall- und Intensivmedizin kommen kleinere spezialisierte Systeme, so genannte extrakorporale Membranoxygenierung (ECMO), zum Einsatz.

## Geschichte

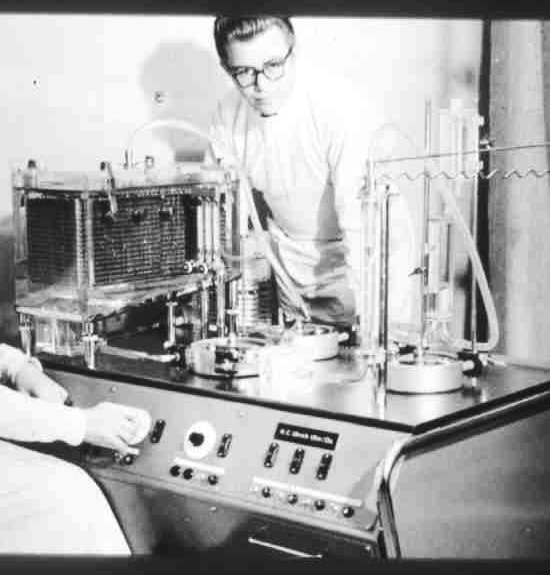
Die erste deutsche Herz-Lungen-Maschine der Fa. Ulrich GmbH & Co. KG (1958)

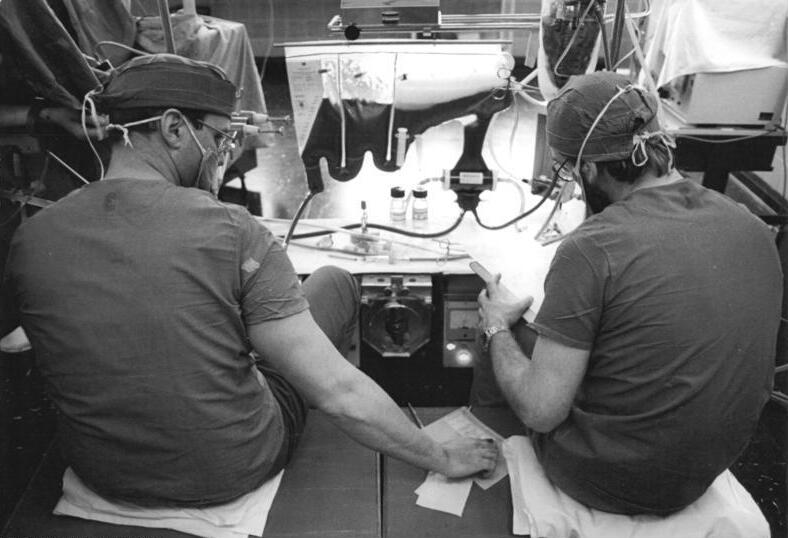
Ärzte an der Herz-Lungen-Maschine während einer Operation in der Herzklinik Bad Berka (1986)

Als Erfinder der Herz-Lungen-Maschine gilt John Heysham Gibbon, der 1937 bis 1939 die erste Herz-Lungen-Maschine für Menschen baute und dessen in den USA entwickelte Maschine bei der Operation eines Vorhofseptum-Defektes bei einer 18-jährigen Patientin am 6. Mai 1953 für 26 Minuten an der Klinik der Pennsylvania University in Philadelphia eingesetzt wurde.
Die Idee einer extrakorporalen Zirkulation publizierte im Jahr 1812 bereits der französische Physiologe Le Gallois in seinem Buch Expériences sur le principe de la vie. Maximilian von Frey baute 1885 mit seinem Kollegen Max von Gruber an der Universität in Leipzig mit einem Filmoxygenator mit Kolbenpumpe zur erstmaligen Anwendung des Blutkreislaufs in einem geschlossenen extrakorporalen System den Vorläufer heutiger Herz-Lungen-Maschinen. Zur Verhinderung der Blutgerinnung verwendete Carl Jacobj 1895 Blutegel-Extrakte.
Eine zentrale Bedeutung für die extrakorporale Zirkulation durch die Herz-Lungen-Maschine hat die Entdeckung des Heparins durch Jay McLean im Jahr 1916 und dessen chemische Isolierung durch William H. Howell. Heparin verhindert die Blutgerinnung, was eine elementare Voraussetzung zum Betrieb einer Herz-Lungen-Maschine darstellt.
Herz-Lungen-Maschinen nutzen für den Bluttransport noch immer Rollenpumpen, deren Erfindung bis ins Jahr 1934 zurückreicht, die zunächst zu Transfusionszwecken verwendet und bereits 1924 von Claude S. Beck entworfen und dann 1937 bis 1939 von Gibbon beim Bau seiner ersten Herz-Lungen-Maschine verwendet wurden.
Auch die Entdeckung der Sauerstoffanreicherung des Blutes geht auf eine Beobachtung aus dem Jahr 1944 zurück, als bei der Durchführung einer Hämodialyse beobachtet wurde, dass das zum Patienten zurückfließende Blut die Farbe änderte.
1926 gelang dem sowjetischen Wissenschaftler Sergej Brjuchonenko die erste erfolgreiche extrakorporale Zirkulation an einem abgetrennten Hundekopf, worauf er als Erster der extrakorporalen Zirkulation eine Zukunft in der Herzchirurgie voraussagte.
Der italienische Herzchirurg Achille Mario Dogliotti führte am 9. August 1951 weltweit zum ersten Mal eine Herzoperation mit einem artifiziellen extrakorporalen Kreislauf durch. Es war ein 49-jähriger Patient von Dogliotti und Aldo Costantini, der sich in Turin einer Operation bzw. Exstirpation eines Mediastinaltumors unterzog. Dogliottis Herz-Lungen-Maschine bestand aus einem Rollerpumpensystem und einem Oxygenator, der nach dem Gasdispersionsprinzip arbeitete.
Nach langer Vorarbeit gelang dem Amerikaner John Gibbon am 6. Mai 1953 die erste extrakorporale Zirkulation an einem Menschen in den Vereinigten Staaten von Amerika. Zuvor hatte Gibbon den Prototyp einer Herz-Lungen-Maschine gebaut; mit ihrer Hilfe überlebte 1935 eine Katze gut eine halbe Stunde, ohne dass ihr eigenes Herz schlug. Gibbon wurde später bei der Entwicklung unterstützt von Ingenieuren der Firma IBM. Es gab zahlreiche Rückschläge und auch Todesfälle, bis die Maschine 1953 einwandfrei arbeitete.
Er operierte eine 18-jährige Frau mit Vorhofseptumdefekt, wobei die Patientin 45 Minuten lang an die Herz-Lungen-Maschine angeschlossen war. Die Herz-Lungen-Maschine wurde dann unter anderem von Viking Olof Bjork in Schweden und anderen weiter entwickelt (Vgl. dazu Clarence Crafoord und Åke Senning). In den USA betrieb insbesondere John Webster Kirklin an der Mayo Clinic die Weiterentwicklung und setzte sie 1955 für Operationen am offenen Herzen ein.
Mit dem Einsatz der Herz-Lungen-Maschine ließ sich ein zentrales Problem der Herzchirurgie lösen, das bis dato sichere Operationen am Herzen unmöglich gemacht hatte: der Mangel an Operationszeit. Um das Herzinnere für chirurgische Eingriffe zugänglich zu machen, bedarf es einer temporären Abklemmung der großen Herzgefäße, was die Sauerstoffzufuhr zum Gehirn unterbricht und die Operationszeit ohne Hilfsmittel somit auf wenige Minuten beschränkt. Die maschinelle Umleitung und die Sauerstoffanreicherung des Blutes trugen entscheidend dazu bei, diese Zeitspanne auf bis zu eine Stunde auszudehnen und ohne Hast zu operieren.
Da die damals verwendeten Oxygenatoren bei weitem nicht die Leistung heutiger Geräte erreichten, war die 1954 eingeführte Blutstromkühlung (Hypothermie) mit der damit einhergehenden Verminderung des Sauerstoffverbrauchs von großer Bedeutung, um Patienten auch längere Zeit mit einer Herz-Lungen-Maschine am Leben erhalten zu können.
Um 1955 gelang dann die Konstruktion eines Oxygenators, der Blut mit Hilfe von Gasblasen mit Sauerstoff anreicherte, ohne dass die befürchtete Gefahr von Luftembolien zum Tragen kam. 1956 kam erstmals der 1955 von Willem J. Kolff und R. Balzer entwickelte und noch heute verwendete Typ eines Membranoxygenators zum Einsatz. Es sollte aber noch 13 Jahre dauern, bis er die Marktreife erlangte.
Die erste Herzoperation unter Anwendung einer – von Manfred Schmidt-Mende und Hans Georg Borst geschaffenen – Herz-Lungen-Maschine in Deutschland fand am 19. Februar 1958 am Marburger Universitätsklinikum statt und wurde von dem bedeutenden Herzchirurgen Rudolf Zenker durchgeführt. Operiert wurde eine 29-jährige Patientin mit Ventrikelseptumdefekt. Angesichts des chronischen Devisenmangels der Deutschen Demokratischen Republik entwickelte Karl-Ludwig Schober eine eigene Herz-Lungen-Maschine.

## Funktionen und Zubehör

### Pumpfunktion, Pumpen
Das Herz pumpt das Blut in pulsierender Bewegung durch die Blutgefäße. Um den oft stark wechselnden Belastungen des Organismus gerecht zu werden, wird das gepumpte Volumen (Herzzeitvolumen) ständig angepasst. Die Regulationsbreite eines Erwachsenen geht dabei von ca. 5 l/min in Ruhe bis ca. 25 l/min unter stärkster Belastung.
Für den extrakorporalen Kreislauf werden noch heute vorzugsweise Rollenpumpen verwendet. Hierbei wird ein in einem halbkugelförmigen Käfig liegender Kunststoffschlauch von zwei gegenüberliegenden Andruckrollen des mittig rotierenden Pumpenkopfes ausgedrückt. Die alternative Verwendung von Zentrifugalpumpen ist technisch schwieriger und aufwändiger. Finger- oder Axialpumpen im okkludierenden Betrieb zeigen eine deutlich höhere Hämolyse, die abhängig von Stärke und Dauer eines beim Pumpvorgang entstehenden Sogs ist, als Rollenpumpen.
Die technischen Ansprüche ergeben sich aus den oben beschriebenen Regulationsmöglichkeiten, den Anschlussmöglichkeiten an den Blutkreislauf und den Sicherheitsanforderungen. Die Pumpen sind sowohl für den kontinuierlichen als auch den pulsatilen Betrieb ausgelegt. Die regelbaren Förderraten liegen zwischen 0,01 l/min und 10 l/min. Eine hohe Präzision des Pumpenkopfes sorgt für eine möglichst geringe Blutschädigung (bei Rollenpumpen ist die Hämolyserate abhängig vom Anpressdruck der Pumpe). Eine elektronische Steuerung verhindert die unkontrollierte Drehzahländerung des Pumpenkopfes zuverlässig.

### Lungenfunktion, Oxygenatoren
Zentrale Aufgabe der Lunge ist der Gasaustausch von Sauerstoff und Kohlendioxid. In der Lunge finden sich hierfür optimale Bedingungen. Die Diffusion von Sauerstoff und Kohlendioxid erfolgt über eine sehr große Fläche von bis zu 200 m², bei geringer Blutfilmdicke und ausreichend langer Kontaktzeit.
Die heute zur Verfügung stehenden Geräte zur Sauerstoffsättigung des Blutes (Oxygenatoren) kann man in zwei Klassen einteilen:
- Blasenoxygenator – Gas in direktem Kontakt zum Blut
- Hohlfasermembranoxygenator – Gas und Blut getrennt

Der Blasenoxygenator kommt heute in Deutschland kaum mehr zur Anwendung. Aber auch dem heute gebräuchlichen Membranoxygenator gelingt die Nachahmung der menschlichen Lunge nur unvollkommen. Die Blutschicht ist erheblich dicker und es steht eine nur ca. 2 bis 10 m² große Diffusionsfläche zur Verfügung.
Die heute gebräuchlichen Membranoxygenatoren bestehen aus zwei Bauelementen. Zum einen aus dem eigentlichen Oxygenator, der für den Gasaustausch sorgt. Zum zweiten ist ein Wärmetauscher in diesem integriert, um die Blut- und Körpertemperatur den Erfordernissen der jeweiligen Operation anzupassen: Normothermie (normale Körpertemperatur), Kühlung um wenige Grad Celsius (Hypothermie) und die sehr tiefe Kühlung (tiefe Hypothermie), die etwa bei Operationen am nicht durchbluteten Gehirn notwendig wird.

### Filterfunktion, Filter
Seit Anwendung der Herz-Lungen-Maschine sind Mikroembolien als Problem bekannt. Die Ursachen der Mikroembolien können Fibringerinnsel sein, auch Plastikpartikel, die von Schlauchoberflächen oder Dichtungen abgerieben werden oder z. B. aus dem Oxygenator stammen. Dem versucht man durch die Verwendung von Blutfiltern entgegenzuwirken. Eine weitere bedeutsame Funktion des Blutfilters ist das bauartbedingte Sammeln und Zurückhalten von Gasbläschen und des Buffy-Coat.
Außerdem können eine Hämofiltration oder eine modifizierte Ultrafiltration durchgeführt werden, um dem Blut Wasser oder harnpflichtige Substanzen bei Niereninsuffizienz oder Nierenversagen zu entziehen.
Durch Wasserentzug steigen Hämatokrit und Hämoglobinwert an. Zusätzlich steigt der kolloidosmotische Druck. Dadurch kommt es zu einer Verschiebung von Wasser aus dem extrazellulären Raum nach intravasal, wodurch Ödeme (insbesondere Lungenödeme) vermindert werden.

### Blutvolumendepot, Reservoir
Als Blutvolumendepot verwendet man ein so genanntes Kardiotomiereservoir. Im einfachsten Fall besteht es aus einem Kunststoffbeutel, meistens handelt es sich aber um ein Hartschalenreservoir mit einem Fassungsvolumen von über zwei Litern. Dadurch ist es möglich, dem Patientenkreislauf nicht benötigtes Volumen zu entziehen und zu einem späteren Zeitpunkt wieder zurückzugeben.
Neben dem Sammeln, besteht die Aufgabe des Kardiotomiereservoirs auch im Filtern und Entschäumen von Blut, welches aus dem Operationsgebiet mittels des sog. Kardiotomiesaugers abgesaugt wird. Da durch das Absaugen von Blut aus dem Operationsgebiet immer auch ein Blut-Luft-Gemisch angesaugt werden kann, ist neben einem Filter für Gewebebestandteile immer auch ein Entschäumer nötig.

## Mögliche Komplikationen der extrakorporalen Zirkulation
- Störungen der Blutgerinnung (durch Thrombozytopenie bzw. Heparin-induzierte Thrombozytopenie, ungenügende Aufhebung der Heparinwirkung, Überdosierung von Protamin, Gerinnungsfaktorenmangel, disseminierte intravasale Gerinnung mit Verbrauchskoagulopathie)[19]
- Störungen von Wasser- und Elektrolythaushalt (Retention von Wasser; erniedrigte Werte von Natrium, Kalium, Kalzium oder Magnesium)[20]
- Hyperglykämie (insbesondere bei Blutzuckerwerten über 300 mg/dl mit der Gefahr einer osmotischen Diurese)[21]
- Embolien (insbesondere die Luftembolie beim Blasenoxygenator und vor allem bei hohen Sauerstoffpartialdruckwerten)[22]
- Störungen der Lungenfunktion[23]
- Störungen der Nierenfunktion[24] bei unzureichendem Perfusionsdruck[25]
- Neurologische Störungen[26]

## Überwachung und Dokumentation
Je nach Klinik werden unterschiedliche Parameter erfasst.

### Patientendaten
- EKG
- Arterieller Blutdruck
- Zentraler Venendruck
- Temperatur rektal/ösophagial
- Nierenfunktion/Urinausscheidung
- Verschiedene Laborparameter

### Herz-Lungen-Maschine
- Oxygenator
- Hauptpumpe = arterielle Flussrate = Herzminutenvolumen = Herzzeitvolumen
- Sauger
- Kardioplegiesystem
- Kardiotomiereservoir
- Blutfilter
- Arterielle/venöse Sauerstoffsättigung
- Hämoglobin, Hämatokrit, pH-Wert, Temperatur
- Low-Level-Detektor überwacht den Blutspiegel im Kardiotomiereservoir
- Air-Bubble-Detektor verhindert das Eindringen von Luft in den Kreislauf
- Diverse System-Drücke
- Arterielle/venöse Bluttemperatur
- Schlauchsystem mit Verbindungsstellen

Dabei ist es heute üblich, die anfallenden Daten elektronisch zu sichern, was auch eine spätere Auswertung erleichtert.

## Steuerungsgeräte
Mit Steuerungsgeräten können verschiedene Vitalparameter des Patienten beeinflusst werden.
- Mit Gasmischer und Flussmesser kann der Sauerstoff- und Kohlendioxidtransfer im Oxygenator gesteuert werden.
- Die Hauptpumpe ersetzt das Herz des Patienten und steuert das Herzzeitvolumen.
- Hypo-/Hyperthermiegeräte (Heater-Cooler-Units HCU) können über den Wärmeübertrager (häufig im Oxygenator) die Bluttemperatur und damit auch die Körpertemperatur des Patienten regeln.

## Miniaturisierte extrakorporale Zirkulation (MiECC)
Durch eine Reduzierung auf wesentliche Komponenten (lediglich Pumpe und Oxygenator) können bestimmte Nachteile konventioneller Herz-Lungen-Maschinen vermindert werden und somit neue Therapieoptionen erschlossen werden. Durch die geringere mit dem Blut in Kontakt tretende Fremdoberfläche reduziert sich die physiologische Entzündungs- und Gerinnungsreaktion. Des Weiteren ist die Komplexität der Maschine deutlich geringer, so dass eine permanente Betreuung durch Kardiotechniker entfallen kann.
MECCs werden teilweise bei Routine-Operationen eingesetzt, vor allem bieten sie jedoch die Möglichkeit einer zeitweiligen Unterstützung der Herz- und Lungenfunktion bei Intensivpatienten. Das System gleicht auch in Hinsicht der verwendeten Pumpen und Oxygenatoren einer ECMO, die Kanülierung erfolgt jedoch veno-arteriell. Somit wird Blut aus einer Vene entnommen, oxygeniert und mittels einer in die Aorta eingeführten Kanüle hinter dem Herzen in den Kreislauf eingebracht.
Bei Anwendung in der Intensivmedizin sind die im Operationssaal bedeutsamen Nachteile des fehlenden Reservoirs (somit kann im Operationssitus abgesaugtes Blut nicht mehr reperfundiert werden) und der fehlenden zusätzlichen Absaugpumpen (Vent) nicht von Bedeutung.
Prinzipiell lässt sich das System bei jeder Art von Kreislaufversagen implantieren. Sinnvoll und ethisch vertretbar ist dies selbstverständlich nur bei potentiell reversibler Grunderkrankung. Hauptindikationen sind der kardiogene Schock, ein postoperatives Pumpversagen, eine Myokarditis sowie als Überbrückung bis zur weiteren Therapie (Kunstherzimplantation oder Herztransplantation) eine bridge-to-decision beziehungsweise eine bridge-to-transplantation.
Die Größe der Geräte ist mittlerweile soweit geschrumpft, dass ein Transport mit herkömmlichen luft- und bodengebundenen Intensivtransportmitteln möglich ist. Inwieweit die Verbreitung dieser Technik über spezialisierte Zentren hinausgehen wird, ist jedoch aufgrund der komplexen Grunderkrankungen und der damit notwendigen Intensivtherapie zumindest fraglich, zumal die periphere Kanülierung als technisch anspruchsvoll und als häufigste Komplikationsquelle gilt.
Daher bieten einige Zentren ECMO- und MECC-Unterstützung für periphere Krankenhäuser an, wobei hierfür ein Team aus Kardiotechnik/Herzchirurgie und Anästhesie in das periphere Krankenhaus verbracht (meist geflogen) wird. Vor Ort kann der Patient an die Herz-Lungen-Maschine angeschlossen werden und in ein Zentrum verlegt werden. Oft ist der Transport von Patienten mit instabiler Kreislauffunktion nur so möglich.

## Anwender
In den Anfangszeiten war es Aufgabe eines Arztes, die Herz-Lungen-Maschine zu bedienen. Heute geschieht dies durch den Kardiotechniker. Zunächst erlernte man den Beruf berufsbegleitend. Es wurden z. B. Operationsschwestern und -pfleger oder auch Medizintechniker angelernt.
Mit zunehmendem Aufgabengebiet und steigender Komplexität der Aufgaben erkannte man aber die Notwendigkeit einer gezielten Ausbildung. Diese wird seit 1988 schwerpunktmäßig von der Akademie für Kardiotechnik in Berlin übernommen, die seit 2008 einen praxisorientierten Bachelor-Studiengang anbietet und als einziges Institut in Deutschland über eine staatliche Anerkennung verfügt.
1994 wurde an der Fachhochschule Aachen (Abteilung Jülich) der erste Studienschwerpunkt Kardiotechnik eingerichtet, dem später der Studiengang „Medical Engineering“ an der Hochschule Furtwangen folgte.
Als Berufsverband hat in Deutschland die Deutsche Gesellschaft für Perfusiologie und Technische Medizin (ehemals Deutsche Gesellschaft für Kardiotechnik) die Interessenvertretung übernommen, für Europa das EBCP (European Board of Cardiovascular Perfusion).